# Gozmanyina
Gozmanyina, rod terestrijalnih arthropoda (člankonožaca) iz porodice Cosmochthoniidae, red Sarcoptiformes. Unutar roda poznate su tri vrste: Gozmanyina golosovae (Gordeeva, 1980), Gozmanyina majestus (Marshall & Reeves, 1971) i Gozmanyina pehuen (R. Martínez & Casanueva, 1996)
Prva poznata vrsta G. majestus opisana je 1971. (Marshall & Reeves) a rasprostranjena je na području kanadskih provincija Manitoba, Ontario, Quebec, Nova Škotska i Newfoundland. Vrsta Gozmanyina pehuen otkrivena je u Čileu a opisali su je R. Martínez & Casanueva, 1996.